# Incêndio na boate Kiss
O incêndio na boate Kiss foi uma tragédia que matou 242 pessoas e feriu 636 outras na boate Kiss, localizada na cidade de Santa Maria, no estado brasileiro do Rio Grande do Sul. A tragédia ocorreu na madrugada do dia 27 de janeiro de 2013, e foi provocada por uma série de ações humanas que ainda hoje estão sendo verificadas pelas autoridades competentes.
O acidente foi considerado a segunda maior tragédia no Brasil em número de vítimas em um incêndio, sendo superado apenas pela tragédia do Gran Circus Norte-Americano, ocorrida em 1961, em Niterói, que matou 503 pessoas; e teve características semelhantes às do incêndio ocorrido na Argentina, em 2004, na discoteca República Cromañón. Classificou-se também como a quinta maior tragédia da história do Brasil, a maior do Rio Grande do Sul, a de maior número de mortos nos últimos cinquenta anos no Brasil e o terceiro maior desastre em casas noturnas no mundo.
Procedeu-se a uma investigação para a apuração das responsabilidades dos envolvidos, dentre eles os integrantes da banda, os donos da casa noturna e o poder público. O incêndio iniciou um debate no Brasil sobre a segurança e o uso de efeitos pirotécnicos em ambientes fechados com grande quantidade de pessoas. A responsabilidade da fiscalização dos locais também foi debatida na mídia. Ocorreram manifestações nas imprensas nacional e mundial, que variaram de mensagens de solidariedade a críticas sobre as condições das boates no país e a omissão das autoridades.
O inquérito policial apontou muitos responsáveis pelo acidente mas poucos foram denunciados pelo Ministério Público à Justiça uma vez que sendo titular da ação penal oferece denúncia contra aqueles que entenda serem puníveis. Quanto ao material utilizado para revestimento acústico e que liberou o gás tóxico letal foi exigido pelo Ministério Público, contudo, nada foi modificado na legislação em relação aos revestimentos acústicos e as exigências legais. O inquérito policial-militar, por sua vez, foi conduzido e responsabilizou Bombeiros Militares por crimes não relacionados diretamente ao evento e que de forma alguma contribuíram para o episódio.

## Antecedentes

### Boate Kiss
A boate Kiss foi inaugurada no dia 31 de julho de 2009. e era um grande sucesso empresarial, com filas que dobravam a esquina da Rua dos Andradas. Os proprietários diziam que precisavam organizar a entrada devido ao excesso de clientes, que chegavam a 1 400 pagantes por noite. Embora a capacidade do local não passasse de 691 presentes, havia de 1 000 a 1 500 pessoas na noite do incêndio, segundo a polícia.
Elissandro Callegaro Spohr, o Kiko, era o sócio principal. Piloto de motocross, vocalista de uma banda de música, modelo e ator, ele era presença frequente nas colunas sociais de Santa Maria. Contudo, não era o dono oficial da boate, que tinha como razão social o nome Santo Entretenimentos, pois ela estava em nome de sua irmã, Ângela Aurélia, e da mãe dele, Marlene Terezinha. O verdadeiro sócio oficial era Mauro Londero Hoffmann, um empresário dono de bares, restaurantes e casas de shows, incluindo outra boate da cidade, muito maior que a Kiss. Mauro comprou metade da Kiss, em 2012, para salvar a empresa da falência. Embora recebesse muitos clientes e fosse uma das três boates mais importantes da cidade, a casa noturna não rendia muito porque era pouco frequentada pelos mais velhos, que possuem mais recursos financeiros.
Segundo a imprensa, como era um cantor, Kiko pretendia usar a boate como alavanca de seu estrelato comercial. Para isso, ele se empenhou em formar um público de jovens universitários, estimulando-os a promoverem festas para angariarem fundos de formatura. Kiko contratava uma banda e divulgava o evento, oferecendo uma comissão para os estudantes se estes vendessem grande número de ingressos. Assim, a casa promovia de 3 a 4 festas por semana, a custo de 15 a 25 reais por pagante. Essa foi a razão de estar lotada com estudantes da UFSM no dia do acidente.
A boate Kiss já tinha sofrido uma ação judicial em 2012 por tentar impedir a saída de uma pessoa que ainda não havia pagado a conta. Na ocasião, um funcionário afirmou que a orientação da empresa era não liberar clientes antes de encontrarem a comanda. A Justiça considerou a prática como cárcere privado e condenou a boate a pagar dez mil reais de indenização à jovem que foi barrada na saída. Além disso, depois do incêndio, um segurança que trabalhou por mais de um ano na boate relatou que nunca recebeu treinamento contra incêndio e que não existiam portas de saída de emergência.

### Plano de Prevenção e Combate a Incêndio
O caso da boate Kiss foi uma grande sequência de erros e omissões dos poderes públicos:
1. um documento precário emitido pelos bombeiros foi usado como Plano de Prevenção e Combate a Incêndio (PPCI), em 26 de junho de 2009;
2. apesar das fragilidades desse documento, o primeiro alvará de incêndio foi concedido pelo Corpo de Bombeiros, em agosto de 2009, com vigência de um ano;
3. a boate começou a funcionar em 31 de julho de 2009, somente com o alvará de incêndio, sem o alvará de localização da prefeitura, só emitido em 2010;
4. de agosto de 2010 a agosto de 2011, a Kiss ficou sem o alvará dos bombeiros, que só foi renovado em 9 de agosto de 2011;
5. na data do incêndio, o alvará estava novamente vencido;
6. a engenheira responsável pelo PPCI disse ter elaborado o plano conforme uma planta-baixa, em 2009, mas não acompanhou a execução das obras;
7. a boate foi notificada para fechar as portas em 1º de agosto de 2009, devido à falta do alvará de localização;
8. em vez de ser fechada, a boate foi somente multada, pelo menos quatro vezes, entre agosto e dezembro de 2009;
9. as multas foram aplicadas sucessivamente sem que o alvará fosse expedido e com a boate continuando a funcionar;
10. o alvará de localização foi finalmente expedido em 14 de abril de 2010, depois de oito meses de funcionamento;
11. a fiscalização da prefeitura fez uma vistoria em 9 de abril de 2012 e descobriu que o alvará de incêndio estava prestes a vencer;
12. nenhuma providência foi tomada.

A primeira notificação foi feita em 1º de agosto de 2009, por uma fiscal da prefeitura. Era uma instrução para fechar as portas, nestes termos: "Cessar as atividades até a regularização junto ao município e apresentar alvará no prazo de cinco dias a contar da data da notificação". A empresa continuou funcionando e a mesma fiscal retornou em agosto, aplicando a primeira multa em 8 de setembro de 2009. Um mês depois, em 7 de outubro, a boate seguia aberta sem alvará e sem interdição, tendo sido aplicada a segunda multa. A terceira multa foi aplicada em 27 de novembro de 2009, depois de os fiscais verificarem que a boate continuava em operação no dia 10 do mesmo mês. E a quarta multa foi aplicada em 11 de dezembro de 2009, devido ao descumprimento da notificação original, mas a casa noturna não sofreu a lacração.
Em 11 de fevereiro de 2013, Miguel Caetano Passini, titular da Secretaria de Controle e Mobilidade Urbana de Santa Maria, disse à RBS que os fiscais da prefeitura não eram treinados para reconhecerem situações de risco como espumas inflamáveis e se limitavam a verificar a arrecadação tributária das empresas, deixando a questão do fogo para os bombeiros. Por sua vez, o presidente do Sindicato dos Municipários, Cilon Regis Corrêa, disse que a omissão foi da prefeitura, que tinha uma fiscalização "sucateada e amordaçada". A referida mordaça significava que muitos diretores municipais eram ocupantes de cargos de confiança, que tinham de ser nomeados porque haviam colaborado nas campanhas eleitorais e, em troca, queriam ser "acomodados nas secretarias". Esses indivíduos não tinham qualificação técnica e inibiam o trabalho dos servidores de carreira qualificados. Segundo Corrêa, os fiscais estavam com medo de serem responsabilizados pelo acidente, mas eles não puderam agir devido à cultura política exposta acima e à omissão da prefeitura e de outros órgãos públicos.

## Incêndio

Planta do edifício da boate Kiss com o ponto onde o incêndio começou

Cartaz de divulgação da festa do dia 26 de janeiro de 2013

A festa "Agromerados" iniciou-se às 23 horas (UTC-2 ou 22 horas desconsiderando o horário de verão) de 26 de janeiro de 2013, sábado, na boate Kiss, localizada na rua dos Andradas, 1925, no centro da cidade de Santa Maria. A reunião foi organizada por estudantes de seis cursos universitários e técnicos da Universidade Federal de Santa Maria. Duas bandas estavam programadas para se apresentarem à noite. Estimou-se que entre quinhentas a mil pessoas estavam na boate. Eram na maioria estudantes, uma vez que, como descrito, ocorria uma festa da UFSM, dos cursos de Pedagogia, Agronomia, Medicina Veterinária e Zootecnia.
Por volta das 2h30 min (01h30 desconsiderando o horário de verão) de 27 de janeiro, durante a apresentação da banda Gurizada Fandangueira, a segunda banda a se apresentar na noite, um sinalizador de uso externo foi utilizado pelo vocalista da banda. O sinalizador soltou faíscas que atingiram o teto da boate, incendiando a espuma de isolamento acústico exigida pelo Ministério Público em Termo de Ajustamento e Conduta (TAC), que não tinha proteção contra fogo e continua não sendo exigido pela legislação. Os integrantes da banda e um segurança, chamado Zezinho, tentaram apagar as chamas com água e extintores, mas não obtiveram sucesso. Em cerca de três minutos, uma fumaça espessa se espalhou por toda a boate.
No início do incêndio, não se teve comunicação entre os seguranças que estavam no palco e os seguranças que estavam na saída da boate. Esses, então, não permitiram inicialmente que as pessoas saíssem pela única porta do local, por acreditarem tratar-se de uma briga. A casa funcionava através do pagamento das comandas de consumo na saída, o que levou os seguranças a também pensarem que as pessoas estavam tentando sair sem pagar. Muitas vítimas forçaram a saída pelas portas dos banheiros, confundindo-as com portas de emergência que dessem para a rua. Em consequência disso, 90% dos corpos estariam nos banheiros.
Durante o incêndio, de dentro da boate, uma das vítimas fatais conseguiu enviar uma mensagem através da rede social Facebook, comunicando o incêndio e pedindo ajuda. A mensagem foi registada pelo Facebook como recebida às 3h20 (02h20 desconsiderando o horário de verão). Ainda sem saber das dimensões da situação, amigos pediram mais informações, mas não obtiveram resposta.

### Banda
A banda Gurizada Fandangueira misturava ritmos sertanejos com música tradicional gaúcha. Na sua página do Facebook, diziam que a banda "inovava nos ritmos e na tecnologia". O uso de artefatos de pirotecnia era comum, mas eles afirmavam que nunca tinha acontecido um acidente antes. Eles se apresentavam quase mensalmente na boate e, conforme testemunhas, foi uma faísca que iniciou o fogo. O vocalista da banda, Marcelo de Jesus dos Santos, tentou usar o extintor de incêndio, mas o aparelho falhou. O sanfoneiro Danilo Jaques foi o único integrante da banda a morrer.

### Material inflamável
A espuma usada em isolamento acústico na boate Kiss era comum em Santa Maria. Era uma espuma de colchão usada em boates, bares, clubes e outras casas com música ao vivo. Inicialmente, era usada por exigência dos DJs, porque evitava o eco de som e aumentava a nitidez dos sons graves e agudos. Posteriormente, passou a ser usada como isolamento do som interno, evitando que esse incomodasse os vizinhos. Elissandro Spohr a usou com esse propósito, mas a espuma era ineficiente para o efeito pretendido, então foi retirada quando se implementou um projeto acústico na Kiss. Porém, foi recolocada, a pedido dos DJs, para evitar o eco de som. Nenhum órgão de fiscalização notou a presença dessa espuma inadequada. Os bombeiros apenas examinavam coisas como hidrantes e saídas de emergência. Os fiscais da prefeitura não eram treinados para reconhecê-la e mesmo o Conselho Regional de Engenharia e Agronomia do Rio Grande do Sul só tomava conhecimento desse material se alguém fizesse uma denúncia. Após o incêndio, os catadores de lixo da cidade encontravam enormes quantidades de espuma jogada fora pelas demais empresas que a adotavam. Dois deles disseram ter coletado 50 sacos para vender às recicladoras, pois esse tipo de espuma se tornou um símbolo de morte para o público.
O artefato usado pela banda é conhecido como sputnik. Segundo a Associação Brasileira de Pirotecnia (ABP), deve ser usado em ambiente externo e solta faíscas que chegam a quatro metros de altura, mais do que a altura do teto da boate. Deve ser colocado no chão para ser aceso, libera grande quantidade de fumaça e as pessoas devem ficar a pelo menos 10 metros do artefato. É proibido usá-lo em locais fechados e próximo a materiais inflamáveis. Custa cerca de R$4 a R$5 e geralmente se usa nas festas de fim de ano.

### Resgate e atendimento das vítimas

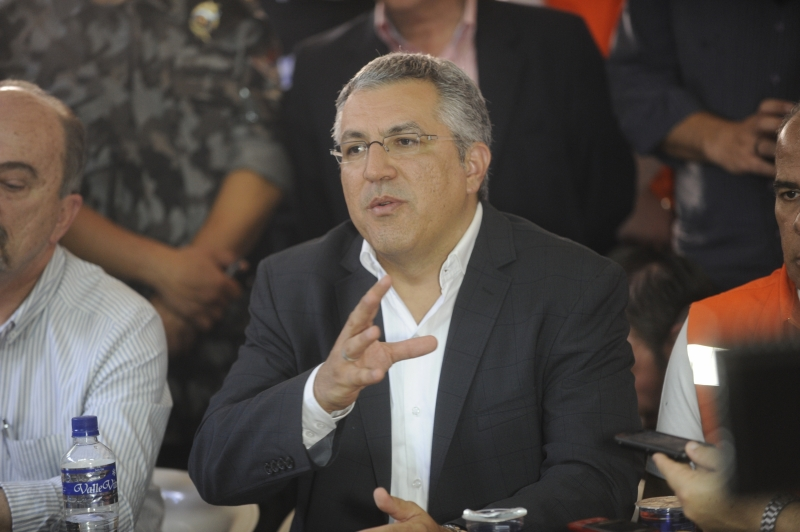
O ministro da Saúde, Alexandre Padilha, anuncia atendimento aos feridos do incêndio

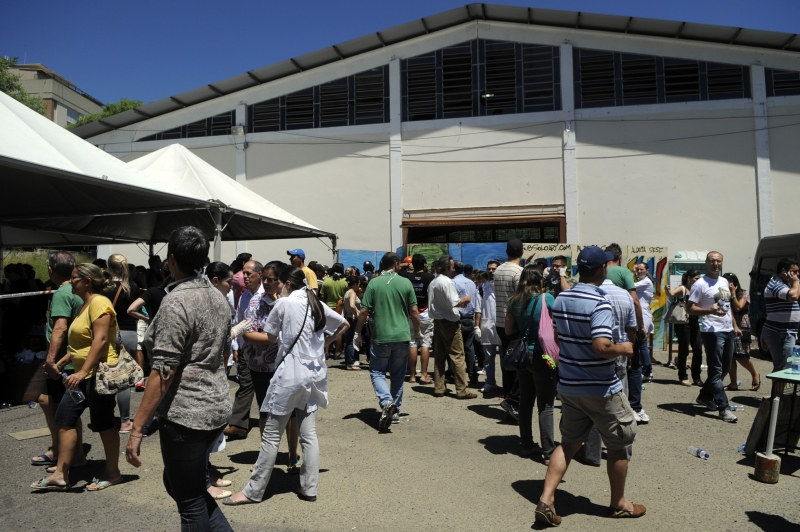
Parentes lotam Centro Desportivo Municipal onde estão sendo identificados corpos das vítimas do incêndio

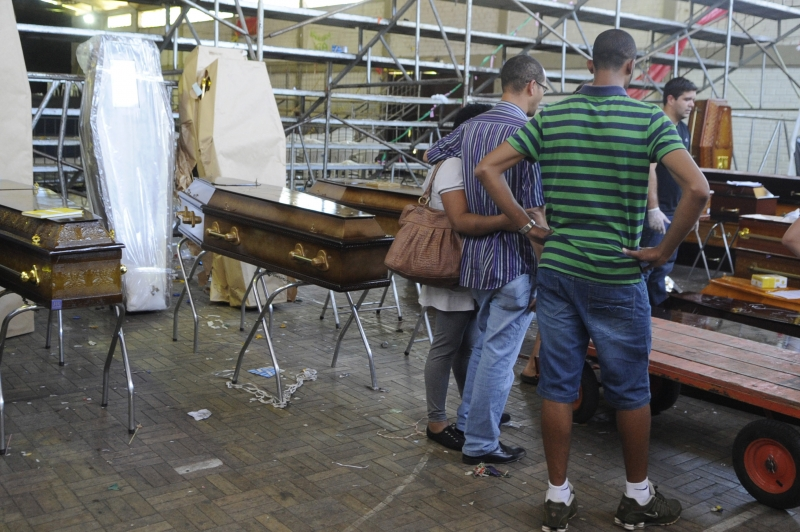
Caixões no Centro Desportivo Municipal de Santa Maria

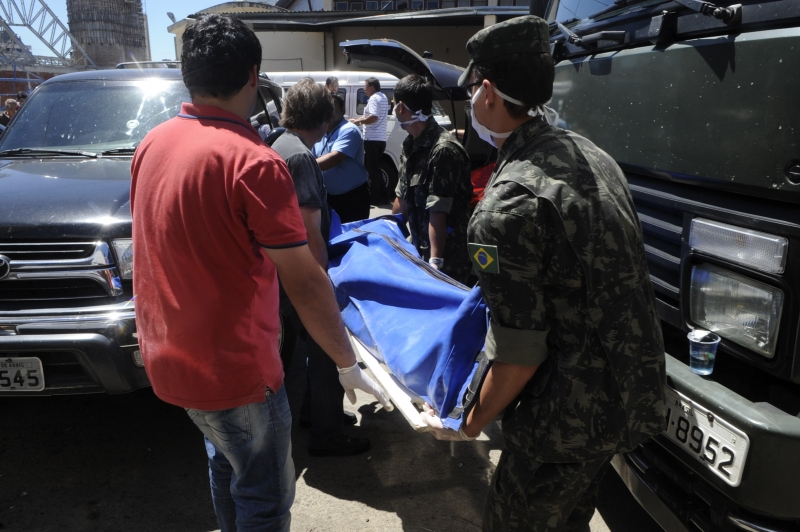
Corpos das vítimas do incêndio na Boate Kiss são levados para o Centro Desportivo Municipal de Santa Maria

O incêndio teve ao todo 242 vítimas fatais. Dessas, 235 morreram no dia do incêndio, a maioria asfixiada pela fumaça que tomou conta do ambiente interno, e sete nos meses seguintes, após atendimento hospitalar. Diversas vítimas fatais, dentre elas oito militares, participaram do resgate de vítimas inconscientes da boate. Bombeiros relataram que, enquanto retiravam os corpos, ouviram os celulares das vítimas tocarem "ininterruptamente", significando que seus parentes e amigos tentavam comunicar-se.
Devido à grande quantidade de vítimas, os bombeiros tiveram que recorrer a caminhões frigoríficos para transportarem os corpos até o Centro Desportivo Municipal Miguel Sevi Viero (CDM), onde profissionais de diversas áreas se reuniram como voluntários para prestarem assistência às autoridades e aos parentes das vítimas. Humberto Trezzi, repórter da Agência RBS, relatou a situação do CDM:
O ginásio parece um formigueiro, tomado por centenas de voluntários que acorreram ao chamado de ajuda feito por meio das rádios. Além de médicos e psicólogos, compareceram assistentes sociais, enfermeiros, soldados e policiais. Muitos em chinelos de dedo e bermuda, que emergência não combina com etiqueta.
O ginásio serviu inicialmente para as famílias realizarem o reconhecimento dos corpos, pois o Instituto Médico Legal da cidade só tinha capacidade para dez corpos. O governo estadual divulgou uma lista com os nomes das vítimas: dentre elas, Danilo Jaques, sanfoneiro da banda Gurizada Fandangueira, que se apresentava quando ocorreu o incêndio; e dois integrantes da banda Pimenta e seus Comparsas, que também se apresentou, o baterista Marcos Rigoli e o baixista Robson Van Der Ham.
A secretária estadual da Saúde, Sandra Fagundes, fez um balanço do atendimento prestado às vítimas. O Serviço de Atendimento Móvel de Urgência (Samu) prestou o primeiro atendimento e encaminhou as vítimas para treze hospitais de cinco cidades, que dispunham de tratamento intensivo. Os serviços de hemoterapia, transplantes, bancos de pele e centrais de medicamentos atuaram na retaguarda, com muitas doações populares. A segunda fase foi a implantação do Centro de Atendimento às Vítimas de Acidente (Ciava), no Hospital Universitário de Santa Maria, e do serviço Acolhe Saúde, com 891 cadastrados, os quais ofereceram vários tipos de apoio aos parentes e sobreviventes. A fase tardia envolveu esses e outros centros, que, em conjunto, atendiam 41 pessoas com acompanhamento em pneumologia, 67 em tratamento de queimaduras, 66 em fonoaudiologia e 43 em fisioterapia. O Centro Regional de Saúde do Trabalhador (CEREST) foi incluído na rede de acompanhamento. O Hospital Cristo Redentor, em Porto Alegre, foi definido como referência para os pacientes com queimaduras. O objetivo dessa fase era "garantir a integralidade do cuidado em saúde às vítimas do incêndio da Kiss, através do monitoramento da atuação da rede e do planejamento da continuidade do atendimento a médio e longo prazo".
O Serviço de Atenção Psicossocial, incluindo socorro imediato e intervenção prolongada, realizou oito mil atendimentos em 2013. A rede de solidariedade contou com a colaboração de entidades tão diversas como: Força Nacional do SUS; Defesa Civil; Força Aérea Brasileira (que transportou as vítimas); conselhos profissionais como o de Psicologia; 4ª Coordenadoria Regional de Saúde, com sede em Santa Maria; e secretarias municipais de Saúde de Porto Alegre, Canoas e Santa Maria. Dessa forma, o socorro se dividiu em fase emergencial/hospitalar, fase ambulatorial e fase longitudinal. O comando ficava a cargo do Grupo Gestor do Cuidado Kiss, com participação de representantes de autoridades e de médicos. Todas as entidades federativas souberam se articular bem, e a parceria entre os diversos serviços e hospitais foi muito bem-sucedida conforme a secretária de saúde. Tecnologias como videoconferências e colaboração de voluntários foram essenciais nesse grande mutirão que se prolongou por um ano e ainda não tinha data para terminar.

## Consequências

### Investigações e processo judicial
As investigações incluíram um inquérito policial, um processo judicial, e uma comissão parlamentar de inquérito. Após serem pronunciados pelo juiz Ulysses Fonseca Louzada, e mantida a decisão pelo Superior Tribunal de Justiça, os dois sócios da boate Kiss, o vocalista da banda Gurizada Fandangueira e o ajudante da banda foram submetidos ao julgamento do Tribunal do Júri pela acusação de homicídio doloso por dolo eventual. Visando um julgamento mais imparcial e distante da cidade do incêndio, foi deferido o desaforamento do julgamento, enviando o processo para a capital do estado, Porto Alegre. Os quatro acusados foram condenados pelo júri popular, e sentenciados a penas de até 22 anos e seis meses de reclusão.
O empresário Elissandro Spohr, um dos sócios da boate, tentou cometer suicídio por enforcamento com uma mangueira, em um hospital na cidade de Cruz Alta, onde estava preso e vigiado por policiais. Ele tinha procurado atendimento médico devido a sintomas de pneumonite e foi algemado à cama para evitar novas tentativas contra a própria vida. O médico que o atendeu, no entanto, negou essa versão apresentada pela polícia e disse que seu paciente teve apenas uma crise nervosa. Ainda segundo o médico, Spohr era mantido sob sedação permanente e oscilava entre crises de choro e depressão. Em 31 de janeiro, a Justiça negou o pedido de relaxamento da prisão temporária de Spohr e de seu sócio, Mauro Hoffman, que terminaria em 1º de fevereiro.
O Tribunal de Justiça do Estado do Rio Grande do Sul julgou recursos das defesas, que alegaram a existência de diversas nulidades processuais. O julgamento ocorreu no dia 3 de agosto de 2022 e resultou na anulação das condenações e de todo o processo do júri, desde a fase de seleção dos jurados até a sentença. A anulação ocorreu por maioria de dois votos a um, e teve fundamento principalmente no método de seleção dos jurados, que não seguiu o regimento do Código de Processo Penal. Todos os réus foram soltos no mesmo dia da anulação do júri.
Em 2 de setembro de 2024, o ministro do Supremo Tribunal Federal (STF), Dias Toffoli, acolheu os recursos apresentados pelo Ministério Público do Rio Grande do Sul e pelo Ministério Público Federal (MPF), e retomou a validade do júri que condenou os quatro réus pelo incêndio da Boate Kiss, em Santa Maria. No dia segunite, os sócios da boate Kiss, Elissandro Callegaro Spohr e Mauro Londero Hoffman se apresentaram à Polícia Civil após decisão do ministro do STF e foram encaminhados à Penitenciária Estadual de Canoas (Pecan).

#### Comissão Parlamentar de Inquérito
Em julho de 2013, uma Comissão Parlamentar de Inquérito (CPI) no Congresso Nacional Brasileiro concluiu, em um relatório de noventa páginas, que as responsabilidades maiores eram dos músicos e dos empresários da boate, bem como dos bombeiros, inclusive por não impedirem a entrada de pessoas no local já tomado por chamas e gás tóxico. Entretanto, a CPI não criticou pesadamente a prefeitura, considerando adequado o trabalho da Secretaria de Controle e Mobilidade Urbana. O alvará de localização, segundo a comissão, seguiu as exigências da legislação municipal, que permitia condutas desafiadoras das empresas. Sugeriu-se uma reforma administrativa na prefeitura, a fim de aumentar o controle sobre os estabelecimentos da cidade.

### Sequelas em sobreviventes
Um dos maiores problemas do pós-tragédia foi pouco discutido: a falta de um antídoto específico para o cianeto quantificado no organismo dos sobreviventes. Assim, a falta do antídoto específico (hidrocobalamina) no país e o despreparo clínico para tratamento de intoxicados em um uma tragédia de tais dimensões, contribuiu com certeza para o prognóstico dos sobreviventes. Os pacientes receberam de forma equivocada "Rubranova", que é uma forma da vitamina B12 (cobalamina) que contém "ciano". Assim, um duplo erro se estabeleceu nos cuidados aos intoxicados. O país recebeu hidrocobalamina, enviada pelos EUA, quase uma semana após a tragédia, como resultado da intervenção direta do Palácio do Planalto em contato com uma pesquisadora em toxicologia da Universidade Federal do Rio Grande do Sul (UFRGS), a professora Dr(a) Solange Cristina. Ela conseguiu comprovar que existia concentração elevada de cianeto no sangue dos pacientes internados. Ela participou da audiência pública no Senado Federal que com bases nos fatos narrados pela cientista e a participação de toxicologistas, que enviaram mensagens no momento da audiência, demonstraram a falta de política pública para tratamento de intoxicados por agentes químicos no país. Dessa forma, o Senador propôs o Projeto de lei n° 9 006-A/2017, para incluir no campo de atuação do Sistema Único de Saúde (SUS) a formulação e a execução da política de informação e assistência toxicológica e de logística de antídotos e medicamentos utilizados em intoxicações.
Em 5 de fevereiro, o Ministério da Saúde criou uma rede de serviços de assistência às vítimas do incêndio que recebessem alta hospitalar, com o objetivo de continuar a assisti-las do ponto de vista médico e psicológico. O Núcleo de Atenção Psicossocial contava com 164 profissionais divididos em equipes de médicos, enfermeiros, psicólogos, fisioterapeutas etc. Segundo o secretário estadual da saúde, Ciro Simoni, 81 pacientes permaneciam hospitalizados, sendo 23 com ventilação mecânica. O então ministro da saúde, Alexandre Padilha, anunciou, em 22 de fevereiro, que o atendimento avançado abrangeria: os pacientes que foram internados com comprometimento pulmonar e/ou queimaduras; as pessoas que tiveram contato na boate com os gases e inalantes; os amigos e familiares das vítimas que precisassem de psicólogos; e os profissionais envolvidos no atendimento que também precisassem de apoio psicológico. O programa seria desenvolvido no Hospital Universitário de Santa Maria (HUSM), contando também com o apoio do Ministério da Saúde, da Secretaria de Estado da Saúde do Rio Grande do Sul e das Secretarias Municipais de Saúde de Santa Maria e de Porto Alegre.
O maior temor dos médicos era o desenvolvimento de câncer nas vítimas sobreviventes, o que poderia aumentar muito o número de mortos com a passagem dos anos. Uma pesquisa conduzida pela Universidade de Cincinatti mostrou que bombeiros têm risco ampliado para tumores de testículo e próstata, além de linfomas e mieloma múltiplo. Além disso, as pneumopatias benignas, como fibrose pulmonar difusa, fibrose intersticial e enfisema, que foram sequelas pulmonares do incêndio, aumentam a chance de câncer. A população exposta aos gases tóxicos liberados no incêndio teria que ser monitorada por vários anos, até mesmo para melhor compreender os efeitos tardios do cianeto no organismo.
Dez meses após o acidente, a situação das vítimas sobreviventes era incerta. Mais de uma centena estava em condições clínicas complexas. Aqueles que tinham emprego formal no dia do acidente viviam de auxílio-doença, mas os demais não conseguiam retornar ao mercado de trabalho, não só por causa das sequelas respiratórias como também por causa do preconceito dos empregadores. De fato, uma vítima foi demitida com o pretexto de que "nunca mais voltaria a ter uma vida normal e que os problemas ainda se poderiam agravar". Dessa forma, a associação de vítimas e familiares da tragédia lutava por uma lei que garantisse pensão ou acesso ao emprego, para o que entrou em entendimento com o Senado do Brasil. Algumas pessoas provavelmente iriam precisar de aposentadoria por invalidez.
Além disso, as promessas do governo sobre atendimento integral e continuado não eram cumpridas. A Coordenadoria Regional de Saúde de Santa Maria informava não poder doar medicamentos fora da lista da Secretaria Estadual de Saúde. Isso obrigava os pacientes a gastarem centenas de reais ou acionarem a Justiça para obter os medicamentos de alto custo. O Hospital Universitário de Santa Maria havia se comprometido a atender todas as vítimas, mas, segunda uma delas, o discurso que se ouvia era: "Vocês vão ser tratados, mas não são mais a prioridade do HUSM".
Em janeiro de 2014, 42 vítimas ainda tinham graves problemas respiratórios por causa da fuligem inalada, que era equivalente a um século inteiro de consumo de cigarro segundo a médica Ana Cervi Prado, coordenadora do Centro Integrado de Assistência às Vítimas de Acidente (Ciava). Além de sentirem cansaço e falta de ar após poucos passos, os pacientes tinham perdido potência na voz e sentiam gosto de borracha queimada na boca. Outros sintomas comuns eram tosse crônica e cheiro de fumaça persistente. Eles utilizavam medicamentos que os faziam expelir um catarro negro. No entanto, a convivência no HUSM os levava a formarem amizades e contribuía na recuperação psicológica. O tratamento deveria continuar até 2017 pelo menos.

### Repercussão

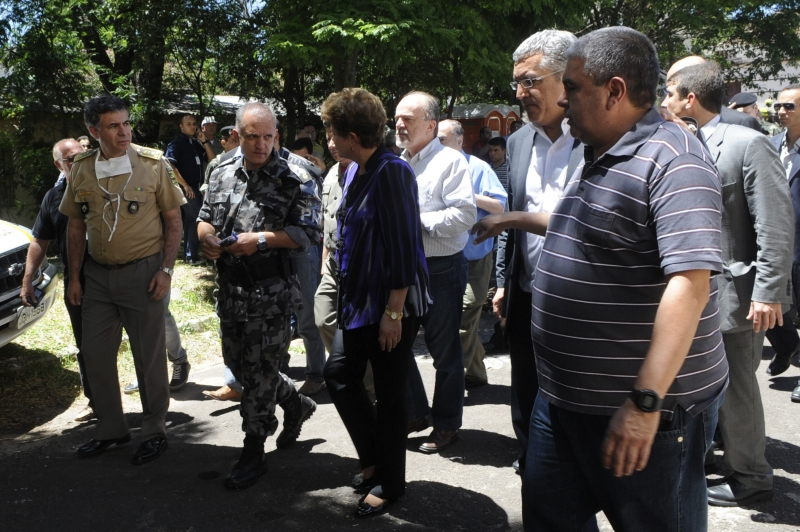
A presidente Dilma Rousseff visita a cidade no dia seguinte ao incêndio

O caso ganhou repercussão mundial: veículos internacionais como CNN, BBC, Al Jazeera, El País, Diário de Notícias, Le Monde, Corriere della Sera, The New York Times, Clarín, dentre outros, destacaram notas em suas manchetes principais. A rede de televisão CNN relatou o incidente tanto na televisão como na Internet e afirmou que o mundo não aprendeu com os erros do passado. O jornal argentino Clarín comparou o incidente à tragédia com características semelhantes ocorrida em Buenos Aires, em 2004, quando uma discoteca pegou fogo, matando 194 pessoas e deixando centenas de feridos. O espanhol El País identificou a tragédia como uma das piores do país.
Gerou também grande comoção pública não só no Rio Grande do Sul, mas também nos outros estados brasileiros. Diversos países, bem como celebridades e autoridades religiosas do Brasil e do mundo, enviaram mensagens de solidariedade. O prefeito de Santa Maria, Cezar Schirmer, decretou luto oficial por 30 dias; foi a primeira vez que luto tão extenso foi decretado no município. O governador do estado do Rio Grande do Sul, Tarso Genro, lamentou a tragédia e anunciou, em sua conta no Twitter, que viajaria a Santa Maria ainda pela manhã. A presidente Dilma Rousseff, que se encontrava em Santiago, no Chile, para participar da cúpula dos países da América Latina com a União Europeia, cancelou sua agenda no evento para viajar a Santa Maria, a fim de acompanhar o resgate das vítimas do incêndio. Dilma proferiu um breve comunicado à imprensa e ofereceu ajuda federal ao município e ao estado. Após isso, a presidente decretou luto oficial de três dias no país.
A cobertura da tragédia alterou a programação das principais emissoras de televisão do Brasil e aumentou em 15% a audiência das grandes redes abertas na Grande São Paulo. A Universidade Federal de Santa Maria, onde estudavam muitas das vítimas, suspendeu todas as suas atividades acadêmicas até o dia 1º de fevereiro. Até 31 de janeiro, havia 143 pessoas internadas por pneumonite química em Santa Maria, das quais 75 estavam em condição crítica. A patologia é causada por inalação de vapores tóxicos e produz falta de ar, podendo levar à morte. O número de internados aumentou progressivamente porque os sintomas levam várias horas para se manifestarem. Outra consequência tardia do incêndio foi o estresse pós-traumático dos sobreviventes.

### Homenagens às vítimas

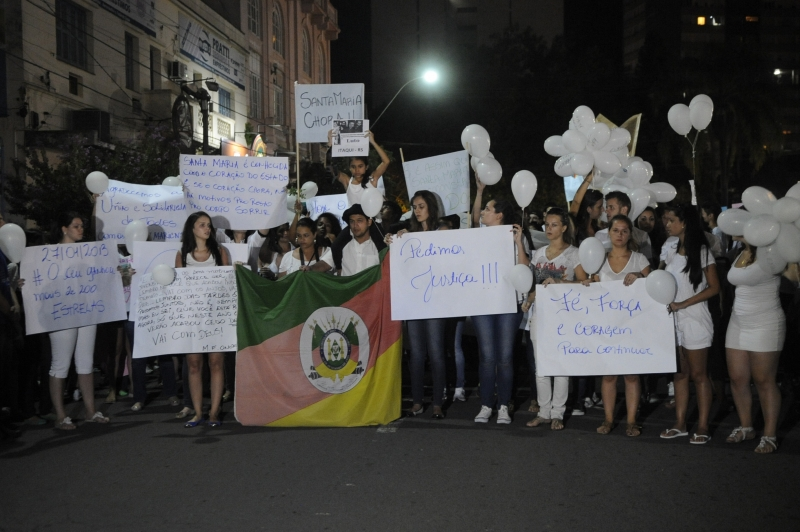
Moradores de Santa Maria fazem passeata em homenagem às vítimas

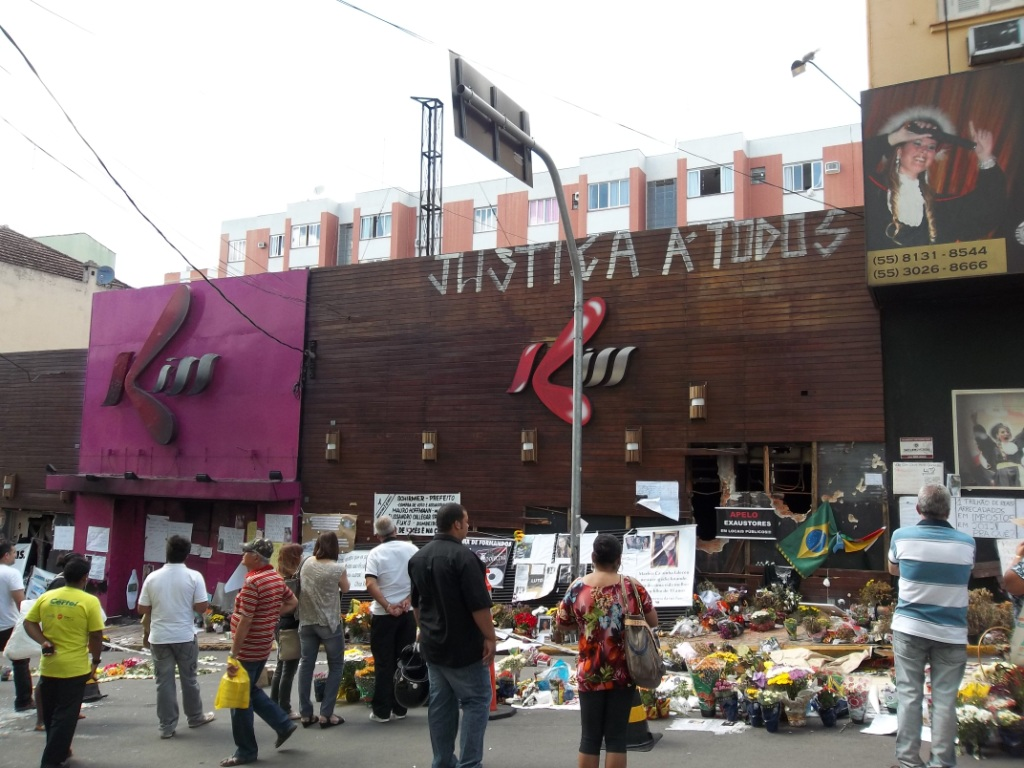
Flores e cartazes depositados na fachada da boate no dia 4 de fevereiro de 2013

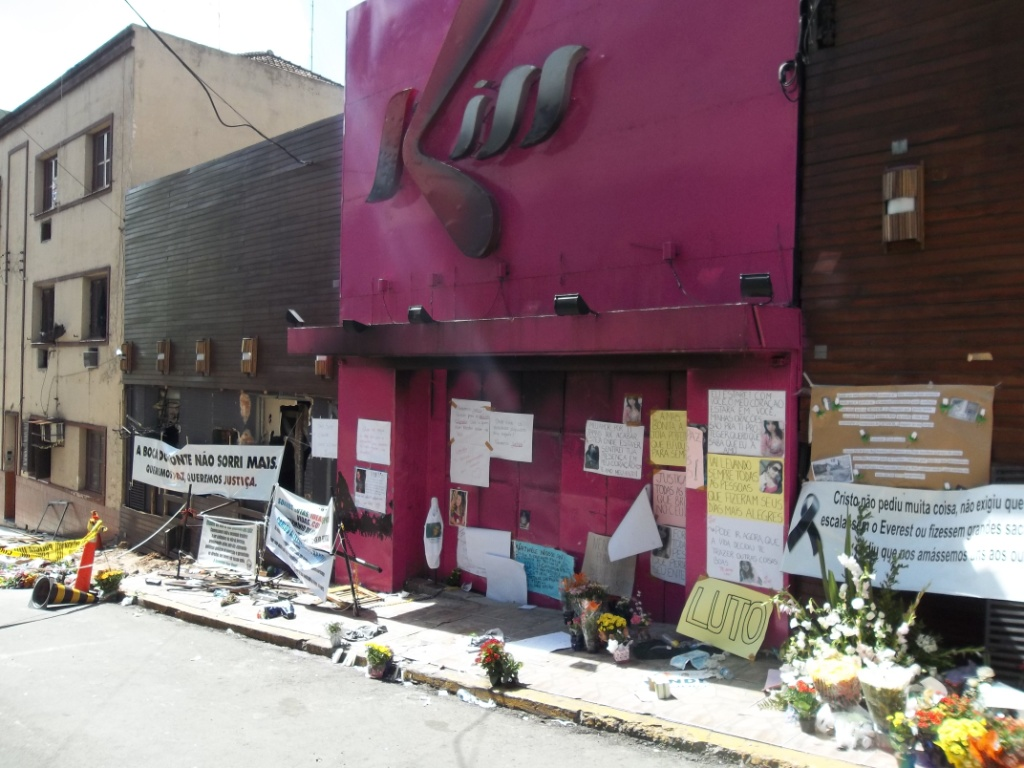
Homenagens às vítimas em frente ao prédio da boate Kiss

Na noite de 2 de fevereiro, centenas de pessoas fizeram uma vigília em frente à boate, até ao horário em que começou o fogo, às 2h30 da manhã. Conduzida por padres e pastores, contou com sobreviventes e parentes das vítimas, que montaram cartazes de protesto, acenderam velas e cantaram músicas religiosas. No horário exato do acidente, ocorreu uma salva de palmas, algumas pessoas desmaiaram e foram atendidas por médicos no local. Uma sobrevivente reconheceu o cheiro do gás tóxico, o "cheiro da morte" que disse ter sentido desde o início da rua. A estudante de 18 anos ainda estava em tratamento devido aos sintomas de pneumonite causados pelo vapor químico. Antes, às nove e meia da noite, milhares de pessoas lotaram a Basílica da Medianeira numa missa de sétimo dia em homenagem às vítimas. Rezada pelo bispo auxiliar de Porto Alegre, Dom Jaime Spengler, e pelo arcebispo de Santa Maria, Dom Hélio Adelar Rubert, foi dirigida especialmente aos jovens. "Hoje será uma noite de fé. Pela fé e a partir da fé vamos encontrar esperança e justiça", disse Dom Jaime na homilia. Houve também uma missa de sétimo dia em Porto Alegre, na paróquia Santo Antônio, com a presença de quatrocentos fiéis.
O dia 27 de fevereiro começou com muitas homenagens pelo primeiro mês da tragédia. Centenas de pessoas reuniram-se na Praça Saldanha Marinho, às 8h, e fizeram muito ruído com sinos, palmas, cornetas e buzinas de carros. A manifestação durou quinze minutos e teve-se muita emoção de pais e familiares das vítimas mortas. No Hospital Universitário de Santa Maria, médicos e pacientes bateram palmas durante um minuto, em frente ao prédio, e quem não podia sair do quarto acenou pela janela. Integrantes do movimento Andradas Viva colocaram 239 faixas em frente à boate. Às 19h, houve uma caminhada que partiu da Praça Saldanha Marinho e se dirigiu ao Hospital de Caridade, onde muitas vítimas foram atendidas e quatro permaneciam internadas. Depois de um minuto de silêncio, as pessoas foram à igreja de Nossa Senhora de Fátima para a realização de uma missa. Havia cerca de duas mil pessoas no movimento chamado Sair do Luto e ir à Luta, com cartazes, fotos, pedidos de justiça e roupas pretas. Outros cultos de diversas religiões foram feitos durante o dia, para encerrar o primeiro mês desde o incêndio.
Em 27 de abril, os familiares fizeram uma reunião no local para lembrarem os três meses do acidente. Pouco antes das três horas da madrugada, eles fizeram uma roda e contaram suas experiências naquele dia, em uma forma de terapia coletiva. Cerca de cinquenta pessoas da cidade e dos arredores participaram e deixaram depoimentos emocionados. Às 3h20, horário do fogo, rezaram e fizeram um minuto de palmas, continuando depois a rezarem e cantarem músicas religiosas. Segundo o presidente da associação das vítimas, "foi uma oportunidade ímpar de os familiares se reunirem e darem seus relatos. Eles estavam precisando disso, desse momento de interação". A homenagem completou-se com uma caminhada no centro da cidade e uma missa à noite.
Em 26 de julho, o Papa Francisco homenageou as vítimas da tragédia na Jornada Mundial da Juventudeː
Com a cruz, Jesus se une ao silêncio das vítimas da violência, que já não podem gritar. Sobretudo, os inocentes e os indefesos. Com a cruz, Jesus se une às famílias que se encontram em dificuldades e que choram a trágica perda de seus filhos, como no caso dos 242 jovens vítimas do incêndio na cidade de Santa Maria, no começo deste ano. Rezemos por eles.
No dia 27, quando se completaram seis meses desde a tragédia, os familiares e sobreviventes que formaram a associação das vítimas doaram roupas dos entes queridos que morreram no incêndio. "Enquanto estamos trabalhando por justiça e combatendo a impunidade, temos esta ação social de amor ao próximo. Hoje foi o início. Nossos filhos não podem mais usar essas roupas, elas ajudarão muitas famílias necessitadas", disse o presidente da AVTSM, Adherbal Ferreira. A associação também montou um posto permanente de doações de roupas e comida na Praça Saldanha Marinho, a fim de socorrer muitas famílias que estavam em dificuldades. Depois das doações, os membros da associação fizeram uma caminhada até o calçadão de Santa Maria, vestindo roupas pretas e numeradas até 242, que foi o número de mortos. Estavam esses protestando contra os atos recentes que livraram de condenação diversos servidores da prefeitura e bombeiros. No final da tarde, concentraram-se em frente à Catedral Metropolitana, cujos sinos badalaram às 18h45, configurando o minuto do barulho já tradicional nas homenagens. Houve ainda uma celebração ecumênica na igreja.
O dia 27 de janeiro de 2014 foi marcado por muitas discussões na mídia sobre o acidente. Em frente à boate, as vítimas pintaram 242 corpos na rua, que estava interditada. Desenharam também um grande coração e depositaram uma rosa branca sobre ele. O ato foi organizado pelo movimento SM do Luto à Luta, cujos membros vestiam camisas brancas com uma estampa que criticava a atuação das autoridades diante da tragédia. Cerca de 400 pessoas se reuniram no local e permaneceram sentadas, em silêncio, até às três horas da madrugada, quando fizeram  um "barulhaço" como forma de protesto. Um centro de atendimento médico e psicológico foi montado nas circunjacências e algumas pessoas tiveram que ser socorridas. Após a vigília, os manifestantes iniciaram uma caminhada de protesto. Eles saíram da frente da boate às 8h30 e percorreram as ruas de Santa Maria, parando diante dos prédios da prefeitura e do Ministério Público. Com slogans e atitudes como sentar-se no chão e distribuir balões brancos, eles acusaram as autoridades administrativas de culpa no acidente e o promotores de favorecerem a impunidade daquelas. No entanto, não foram recebidos em parte alguma e os policiais militares vigiaram sua marcha pela cidade, que acabou na Praça Saldanha Marinho, onde houve atividades ligadas ao 1º Congresso Internacional Novos Caminhos, que discutiu, desde o sábado anterior, medidas de prevenção e segurança para que episódios como o da Kiss não se repitam.

### Associações de famílias das vítimas
Os parentes das vítimas fundaram uma associação em 9 de fevereiro, com o auxílio da Defensoria Pública, para garantir apoio psicológico e jurídico às famílias. Os parentes estavam em processo de cadastramento e pretendia-se aproveitar a experiência com tragédias aéreas, como a do Voo TAM 3054, para exigir direitos e apontar responsabilidades. O carnaval foi cancelado em Santa Maria e em 32 municípios próximos, incluindo o prestigiado carnaval da Quarta Colônia de Imigração Italiana. Todas as atividades de rua e de clubes foram canceladas, apesar de resistências empresariais, porque o luto oficial estava em vigor por todo o mês.
Em 14 de fevereiro, a Associação Nacional para Exigência do Cumprimento das Obrigações Legais (Anecol), que não representava as vítimas, pediu uma indenização de 3 milhões de reais por vítima fatal e de trezentos mil reais por vítima internada. Esses valores foram escolhidos em função da juventude das vítimas e da quantidade de anos de vida perdidos, isso é, porque as vítimas perderam muitos anos de vida produtiva em potencial. A ação judicial seria movida contra os sócios da boate e contra a banda. O Ministério Público foi requisitado pelo advogado que representava a associação para acompanhar o processo judicial.
O presidente da Anecol, Walter Euler Martins, disse que a associação filantrópica sediada em São Paulo não precisava de procuração para pedir indenizações e que estava apenas buscando justiça diante do clamor popular. Segundo ele, o juiz é que deveria arbitrar o valor da indenização independentemente do pedido e o valor arrecadado seria depositado em um fundo de amparo às vítimas. Euler era também ouvidor da Associação de Defesa dos Direitos dos Proprietários de Veículos Financiados e Mutuários (Asdep) e pastor da Igreja Evangélica Cristã Presbiteriana de São Paulo.
Em 24 de fevereiro, a verdadeira associação foi oficializada com a aprovação de seu estatuto e o encaminhamento de uma ação coletiva de reparação de danos e indenização à Defensoria Pública. Essa deveria ingressar em juízo dentro de duas semanas, após a conclusão do inquérito policial. O pedido de indenização seria dirigido a entidades públicas como o estado e a prefeitura, além dos proprietários da casa noturna e talvez de fabricantes de espuma. Os familiares que dependiam financeiramente das vítimas poderiam obter uma ação de antecipação de tutela em caráter de urgência, paralela à ação coletiva.
Em 20 de julho, os pais e sobreviventes fizeram uma caminhada de protesto contra o cenário de impunidade que aparentemente começava a se configurar com os atos do Ministério Público e o inquérito policial-militar, que inocentaram servidores civis e bombeiros, assim como o prefeito Cezar Schirmer. Eles, pela primeira vez em 6 meses, reuniram-se em caminhada até a frente da boate e criaram tumulto no local, enquanto gritavam por justiça e chamavam as autoridades de hipócritas. A Brigada Militar controlou a situação com esforços de diálogo.
Os integrantes da associação de vítimas e parentes, apesar de seu empenho em projetos assistenciais, sofriam com a incompreensão de muitas pessoas, que os acusavam de terem ido à boate voluntariamente ou de não terem educado seus filhos corretamente. Além disso, estavam chocados com o clima de impunidade que começava a delinear-se com a não responsabilização criminal de muitos servidores civis e bombeiros, a liberdade provisória dos sócios da boate e a demora em aprovar projetos de nova legislação contra incêndios no estado.

### Coletivo
Composto por sobreviventes e amigos das vítimas do incêndio na Boate Kiss, a entidade surgiu no final de 2013, inicialmente como uma página no Facebook de acolhimento e desabafo, liderada por André Polga, amigo de duas vítimas fatais. Em 2023, o coletivo construiu junto da vereadora Marina Callegaro a Lei Ordinária 6.839, de Santa Maria, que instituiu de 20 a 27 de Janeiro a "Semana em memória às vítimas da tragédia da Boate Kiss" com o lema "Lembrar para não repetir", incluindo a semana no Calendário Oficial do Município. A lei visa homenagear as vítimas e promover a conscientização sobre a prevenção de incêndios e desastres em locais públicos, buscando evitar que tragédias como a da Boate Kiss se repitam.

### Revisão da legislação
Especialistas passaram a defender uma legislação única para prevenir eventos semelhantes. Naquele momento, o poder executivo municipal fiscalizava os aspectos gerais do projeto arquitetônico e os bombeiros vistoriavam o plano de combate a incêndios. O acidente da boate denunciou a fragilidade desse sistema, tendo em vista que a legislação municipal, mais flexível, foi utilizada no lugar da legislação estadual contra incêndios, que exigia, por exemplo, a existência de duas portas em boates. Uma consequência constrangedora foi o jogo de empurra-empurra entre as autoridades após o incêndio, cada qual tentando transferir a responsabilidade umas às outras. Um mês depois da tragédia, cerca de quinhentas boates e casas de shows haviam sido interditadas até regularizarem sua situação em todo o país.
O governador de São Paulo, Geraldo Alckmin, determinou uma vistoria maciça das boates do estado. Das 303 casas visitadas até 31 de janeiro, 111 não tinham alvarás de incêndio e 66 tinham alvarás válidos mas irregulares; o que ensejou um prazo de dez dias para regularização sob pena de cassação do alvará. A fiscalização atingiu boates com mais de mil metros quadrados e deveria ser estendida a salas de cinema, teatros e salões de clubes. Além disso, o prefeito Fernando Haddad assinou um acordo com os bombeiros para fiscalização conjunta na capital e determinou a criação de uma legislação municipal mais rígida por meio da formação de uma comissão especializada. Houve também vistorias no estado de Minas Gerais, com atuação conjunta de bombeiros, prefeituras e polícia militar. Quatro casas noturnas foram fechadas no município de Pouso Alegre, quatro em Cambuí e duas em Alfenas, todas por falta de alvará de incêndio.
O incêndio também iniciou uma discussão sobre o uso de comandas, isso é, a forma de pagamento em que o cliente da boate acerta as contas somente quando vai sair. Um projeto de lei municipal, de autoria da vereadora Séfora Mota, foi proposto em Porto Alegre para criar novas formas de pagamento: pagamento no momento do consumo; venda de fichas que seriam trocadas pelo produto no transcorrer da festa; e utilização de um cartão pré-pago para o consumo, mas especialistas disseram que a solução mais viável seria modificar o Código de Defesa do Consumidor, de modo a estabelecer o pagamento imediato no momento da entrega dos produtos. Isso evitaria que as portas fossem trancadas para evitar a saída dos clientes.
Uma comissão da Câmara dos Deputados do Brasil foi formada com o objetivo de ir a Santa Maria para estudar as falhas da legislação que levaram ao acidente e com isso propor uma nova lei de âmbito federal para as regras de segurança e de licenciamento de casas noturnas. O projeto de lei, de autoria do deputado Paulo Pimenta, pretendia obrigar as boates a cumprirem exigências da Associação Brasileira de Normas Técnicas e obrigar as prefeituras a divulgarem, nos seus sítios de Internet, a situação legal das casas noturnas, para que todas as pessoas soubessem a respeito de alvarás e outros fatores de segurança.
O incêndio da boate foi também o maior acidente de trabalho já ocorrido no Rio Grande do Sul, conforme relatório do Ministério Público do Trabalho. A Kiss tinha 35 trabalhadores, 17 com carteira de trabalho assinada e 18 sem registo. Desse total, 14 morreram no incêndio. Além disso, outros 2 trabalhadores foram identificados entre as vítimas e mais 6 eram profissionais de segurança terceirizados e músicos das bandas que tocariam naquela madrugada. A procuradora de Santa Maria, Bruna Iensen Desconzi, abriu um procedimento para regularização de casas noturnas quanto à prevenção de incêndios, em todo o estado, além de inspecionar pessoalmente o local no dia seguinte. A procuradoria também pediu que a prefeitura enviasse uma lista de boates e outros locais com capacidade acima de 50 pessoas na cidade, cujos alvarás seriam vistoriados para evitar que novos acidentes acontecessem. Embora não seja um órgão fiscalizador, o MPT pode pedir ao Ministério do Trabalho e Emprego que efetue a vistoria do local, que pode então ser notificado ou interditado. Dezoito profissionais que atuavam na Kiss, quando ouvidos pela Polícia Civil, disseram que não receberam treinamento para uso de extintores nem para evacuação em casos de tumultos ou incêndios, além do que os seguranças não tinham equipamentos de comunicação. Eles poderiam pedir benefícios previdenciários ao INSS e entrar com ações na Justiça Trabalhista.
Em 23 de maio, o Senado do Brasil aprovou um relatório sobre a legislação contra incêndios no Brasil. A Confederação Nacional de Municípios participou das discussões e provou que apenas catorze por cento dos municípios do país tinham instalações de bombeiros, logo mais de quatro mil não tinham esse serviço. As conclusões do relatório foram: criar uma minuta do Código Nacional de Segurança Contra Incêndio e Pânico; regulamentar as atividades dos corpos de bombeiros militares e dos bombeiros civis, municipais e voluntários; padronizar os procedimentos operacionais para os corpos de bombeiros; e desenvolver um programa educacional nas escolas. A comissão temporária que elaborou esse relatório trabalhou por sessenta dias, realizando seis reuniões e audiências públicas com especialistas da área e empresários promotores de eventos com grande público.
Em 10 de junho, a Assembleia Legislativa do Rio Grande do Sul aprovou um anteprojeto de lei para aumentar a segurança contra incêndios. As propostas aprovadas foram: presença de um brigadista de incêndio em todas as reuniões com mais de duzentas pessoas; área de edificação de 720 metros quadrados para que se possa elaborar um projeto de prevenção; maior rigidez para a obtenção de alvarás; punições enquadradas como notificação, multa, interdição e embargo; e criação do Conselho Estadual de Segurança, Prevenção e Proteção contra Incêndio, que seria integrado por Corpo de Bombeiros, Conselho Regional de Engenharia e Agronomia do Rio Grande do Sul, Conselho de Arquitetura e Urbanismo e universidades. Só áreas fechadas se sujeitariam a essas normas. Em dezembro, a nova lei estadual, cujo nome oficial era Projeto de Lei Complementar 155/2013, foi aprovada.

### Impacto em Santa Maria

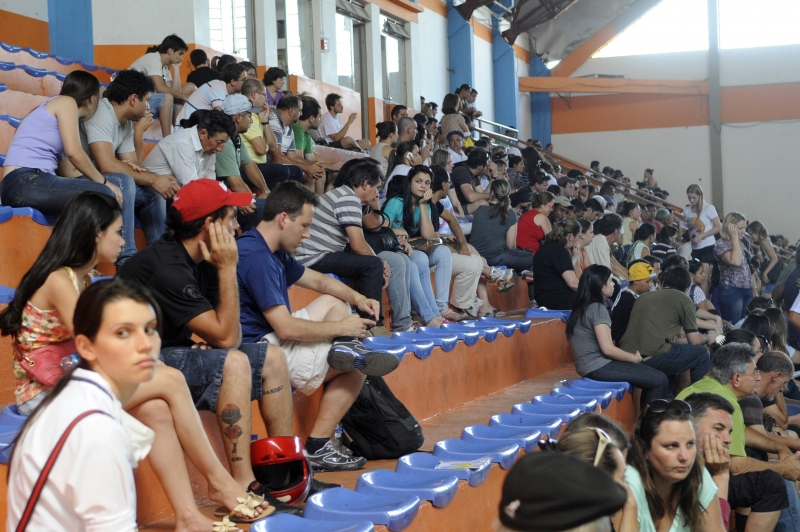
Parentes no momento em que aguardavam no Centro Desportivo Municipal para identificar corpos das vítimas do incêndio

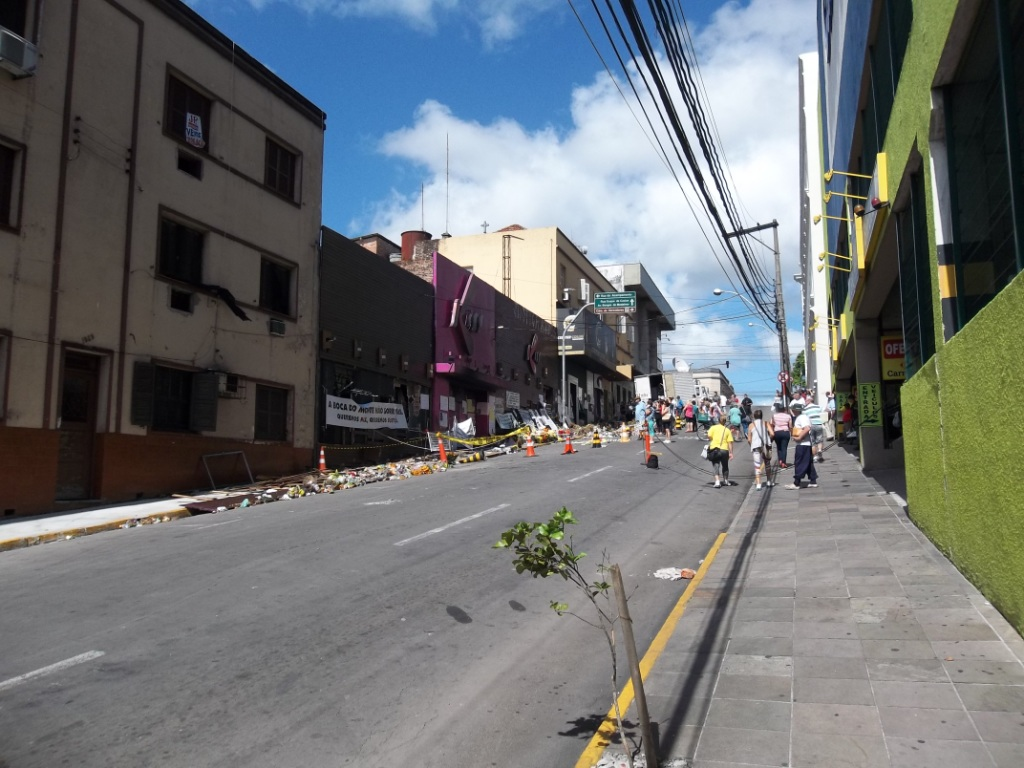
Rua dos Andradas no dia 4 de fevereiro de 2013

Muitos moradores da Rua dos Andradas, onde ficava a boate, não suportaram viver perto de um local onde morreram centenas de pessoas e mudaram-se, levando em conta também que os imóveis da região perderam valor em cerca de 20% conforme especialistas. Um dos vizinhos disse que, de sua casa, era possível ver o buraco feito atrás do palco da boate, na tentativa de socorrer as vítimas da fumaça.
Os músicos profissionais, que viviam de apresentações, tiveram graves perdas financeiras devido à súbita interrupção das festas. Com o fim do luto oficial, eles esperavam voltar a ter oportunidades, mas temiam que o comportamento dos santa-marienses ainda fosse avesso a diversões coletivas, principalmente porque muitos perderam amigos ou familiares. "Vai demorar muito para mudar. O pessoal continua triste. Na universidade, lembramos tudo o que aconteceu. É complicado. Ficamos pensando no quanto somos vulneráveis”, disse uma estudante universitária de 22 anos.
Seis meses depois da tragédia, algumas pessoas não queriam mais morar em Santa Maria. Uma estudante de administração da UFSM voltou para Curitiba, sua cidade natal, porque, segundo ela, não fazia sentido continuar vivendo na cidade para onde ela tinha se mudado a fim de ficar ao lado do namorado, que morreu no incêndio. Ela mesma era uma sobrevivente e ainda se recuperava de queimaduras.
A maior dificuldade era superar o sentimento de injustiça que pairava sobre a população. O Grupo RBS encomendou uma pesquisa com 600 moradores de Santa Maria, segundo a qual 57% deles não acreditavam que seria feito justiça e quase 62% deles discordavam de que todos os envolvidos estavam respondendo judicialmente pelos erros cometidos. Especialistas comentaram que justiça seria não só buscar responsáveis, mas também implementar políticas públicas que prevenissem novos casos como o da Kiss. A pesquisa também mostrou que 91,7% dos ouvidos achavam ser fundamental reconstruir a autoestima da população. Pichon-Rivière, responsável pelo Instituto de Psicologia Social de Porto Alegre, sugeriu que isso fosse feito com música e literatura como canais para extravasar a dor. Volnei Dassoler, psicanalista e membro do comitê gestor do Acolhe Saúde, serviço de apoio da Secretaria de Saúde de Santa Maria às vítimas do incêndio, acrescentou que não se deveria cultivar uma divisão dentro da população, como se fosse preciso cada um buscar um lado.
A Cruz Vermelha e os Médicos Sem Fronteiras afirmaram, em janeiro de 2014, que o povo de Santa Maria levaria cinco anos para se recuperar psicologicamente. Conforme os estudos das entidades, "estima-se que entre 60 e 70% da população seja afetada de alguma forma pelo que aconteceu, mas consegue superar os efeitos psicológicos com ajuda de familiares e amigos. No meio, entre 20% e 30% precisam de algum tipo de atenção psicológica, mesmo que seja apenas uma conversa. E na ponta, entre 1% e 4% desenvolvem distúrbios, às vezes já preexistentes, mas não desencadeados, que precisam de tratamento psiquiátrico e medicamentos". Policiais militares, policiais, agentes funerários, jornalistas e até um coveiro (que enterrou dezenas de pessoas) precisaram de acompanhamento psicológico. Os especialistas advertiram que superação não significa esquecer o trauma, mas sim encontrar um lugar para ele na vida e na mente. Os alunos da UFSM ainda sofriam com a experiência, um deles achava que tinha evitado a fuga de muitas pessoas enquanto tentava sair, pois abria os braços a fim de afastar os que estavam próximos. Turmas da universidade perderam vários alunos e até os professores tinham dificuldade em assimilar o evento.

### Impacto cultural
Alguns meses após a tragédia, foi lançado o livro Kiss: Uma Porta para o Céu, do escritor e padre Lauro Trevisan. Desde o lançamento, em março, o livro causou comoção entre os familiares das vítimas. Um trecho afirmava que duas vítimas foram encontradas vivas no caminhão frigorífico que levava os corpos ao ginásio municipal. Outro trecho dizia que aqueles que morreram tentando salvar as pessoas dentro da boate agonizaram antes de sucumbirem ao gás cianeto e havia também insinuações de sexo no céu e recomendações para que as pessoas não se deprimissem ou se revoltassem. O livro causou controvérsia e o advogado de uma das famílias sustentou que a liberdade de expressão não pode prevalecer sobre a dor das vítimas. De fato, algumas famílias, que pareciam ter superado o trauma do acidente, reviveram sua dor psicológica por causa dos fragmentos polêmicos. A Associação de Familiares de Vítimas e Sobreviventes da Tragédia de Santa Maria pediu a retirada de circulação do livro. A ação correu na Justiça Estadual de Santa Maria, tendo como ré a Editora e Distribuidora da Mente, de propriedade do padre, que é conhecido por seus 78 livros de autoajuda. Além disso, os pais de uma das vítimas pediram indenização de cem mil reais por danos morais. O escritor suprimiu esses trechos na segunda edição, após a primeira ter se esgotado. Após depor na Polícia Civil, Lauro Trevisan não foi indiciado pelo delegado Sandro Meinerz pois o texto não foi considerado criminoso. A Justiça negou uma liminar para suspender a venda do livro.
O documentário Tragédia em Santa Maria foi produzido para a televisão pelo Discovery Channel. Contrariando a política do canal, o programa foi produzido em tempo recorde para ser apresentado na noite de 27 de abril de 2013, quando se completaram três meses do acidente. Geralmente os documentários da emissora são produzidos meses ou anos após os eventos, mas esse foi produzido em apenas dois meses e meio, sob o comando da produtora Mixer, de São Paulo, que reconstituiu o incêndio. A vice-presidente de Desenvolvimento e Produção da Discovery Networks na América Latina, a italiana radicada nos EUA Michela Giorelli, contou que tomou a decisão porque a dramaticidade do caso levou a emissora especializada em documentários à mobilização quase imediata. Ela disse também que, apesar de estar acostumada a eventos trágicos, esse foi diferente porque atingiu jovens, pessoas no começo da vida. O objetivo, segundo a produtora, era "dar voz aos especialistas e aumentar a consciência para esse tipo de problema". O diretor da produção brasileira, Daniel Billio, entrevistou familiares ainda sob o impacto do desastre, ao contrário de outro documentário do Discovery, sobre o desastre ocorrido na Argentina, na boate República Cromañón, que matou 194 pessoas em 2004. Aquele foi produzido somente cinco anos depois. Mesmo habituados a recontar tragédias, os responsáveis brasileiros e estrangeiros pelo programa revelaram que os testemunhos colhidos sobre o incêndio da boate Kiss, em Santa Maria, comoveram a equipe de produção. O documentário foi exibido para treze milhões de assinantes do canal Discovery no dia 27 de abril e reprisado na noite do dia seguinte.
Em 27 de janeiro de 2014, após um ano do acidente, foi lançado o filme Janeiro 27, dirigido pelos cineastas Luiz Alberto Cassol, que é natural de Santa Maria, e Paulo Nascimento, que já estudou na cidade. A produção do longa-metragem partiu da Associação dos Familiares de Vítimas e Sobreviventes da Tragédia de Santa Maria (AVTSM). Cassol, um dos diretores do longa, disse que o documentário também abordaria os incêndios que ocorreram em boates dos Estados Unidos e da Argentina e mostraria que tragédias semelhantes poderiam se repetir se algo não fosse feito.
O prestigiado seriado de televisão CSI: Crime Scene Investigation, da rede de televisão estadunidense CBS, apresentou, em 27 de janeiro de 2014, um episódio especial inspirado no caso Kiss. Escrito e produzido por Liz Devine, o nome do episódio é Torch Song, que se traduz literalmente como "canção incendiária", mas em inglês coloquial designa músicas românticas excessivamente dramáticas ou trágicas. A equipe da famosa série que investiga cenas de crime se desloca até uma boate que pega fogo em circunstâncias bastante parecidas com as da boate brasileira: uma banda de skinheads, que se apresentava no local, é a responsável pelo começo do fogo, havendo também a citação da espuma de poliuretano. O Sony Channel exibiu esse episódio no Brasil.
Em janeiro de 2018, a jornalista e escritora Daniela Arbex lançou o livro Todo Dia a Mesma Noite: A História não contada da Boate Kiss onde ela mostra depoimentos de sobreviventes, familiares das vítimas, equipes de resgate e profissionais da área da saúde que estavam envolvidos no caso. No dia 23 de novembro de 2021, a Netflix anunciou que estaria trabalhando na produção de uma série intitulada Todo Dia a Mesma Noite com o mesmo título e informações contidas no livro homônimo, sendo esta lançada oficialmente em 25 de janeiro de 2023 na plataforma da empresa. As filmagens foram feitas em 2022. A produção gerou em muitos telespectadores comoção pela tragédia e revolta pela impunidade no decorrer do julgamento dos envolvidos. A minissérie também foi alvo de críticas, sendo considerada por muitos internautas como "apelativa" e "desnecessária" por relembrar o sofrimento que os familiares das vítimas vivenciaram. Cerca de 40 famílias anunciaram que processariam a Netflix por suposta exploração comercial da tragédia de 2013. Segundo a advogada desses familiares, a plataforma sequer informou de forma sensível que faria uma série dramática. No entanto, nenhuma indenização por danos morais foi exigida no processo cível. Os declarantes pediram adequações da exposição do trailer e uma exploração mais social do conteúdo.
Em 26 de janeiro de 2023, dia antecedente aos dez anos da tragédia, a plataforma de Streaming Globoplay lançou a série documental Boate Kiss - A Tragédia de Santa Maria, com depoimentos dos sobreviventes, além de imagens dos momentos que acompanharam a tragédia, junto ás matérias jornalísticas realizadas pela RBS TV e pela TV Globo.
No dia 11 de julho de 2024, iniciaram as obras para a construção do memorial às vítimas do incêndio, 11 anos após a tragédia. O letreiro e as portas da boate Kiss foram retirados, assim como espelhos, mesas que ainda possuem nomes das reservas, parte do telhado e guarda corpos serão utilizados para compor o acervo do memorial. O espaço contará com um jardim circular ao centro com 242 pilares de madeira em volta, cada um com o nome de uma vítima e um suporte de flores. O cronograma prevê que os trabalhos sejam concluídos até abril de 2025. Os investimentos são com verbas do fundo para reconstituição de bens lesados do Ministério Público e contrapartida da Prefeitura de Santa Maria (Rio Grande do Sul).